# Crystal Block (Virginia Occidental)
Crystal Block es un área no incorporada ubicada dentro del condado de Logan (Virginia Occidental), Estados Unidos. Está catalogada como un asentamiento humano por la Junta de Nombres Geográficos de los Estados Unidos.

## Identificador
El número de identificación asignado por el Sistema de Información de Nombres Geográficos es 1554235.

## Geografía
Se encuentra a una altitud de 310 metros sobre el nivel del mar (1017 pies) según el conjunto de datos de elevación nacional.